# Livius van Scheltinga (1632-1670)
Livius van Scheltinga of Lieuwe van Scheltinga (Leeuwarden, 4 augustus 1632 - Buitenpost, 16 juni 1670) was een Nederlands bestuurder. 

## Biografie
Van Scheltinga was een zoon van Livius van Scheltinga (ca. 1589-1650), curator van de Academie te Franeker en secretaris van de Rekenkamer en van de Staten van Friesland, en Anna de Blocq (1593-1666). Livius was lid van de familie Van Scheltinga. Zijn broer, Daniël de Blocq van Scheltinga, was grietman van Schoterland. Livius werd in Leeuwarden als Lieuwe gedoopt op 27 juli 1656.
Van Scheltinga volgde Livius Boelens in 1653 op als grietman van Achtkarspelen. Vanaf dat jaar trad hij ook op als Volmacht ten Landsdage namens Achtkarspelen. Andere ambten die Van Scheltinga bekleedde, waren gecommitteerde van de Generaliteitsrekenkamer en gecommitteerde van de Raad van State. In Buitenpost bewoonde de familie Van Scheltinga de Scheltingastate, waarover verder weinig bekend is.
Na zijn overlijden in 1670 werd Van Scheltinga als grietman van Achtkarspelen opgevolgd door Tjerk Boelens.

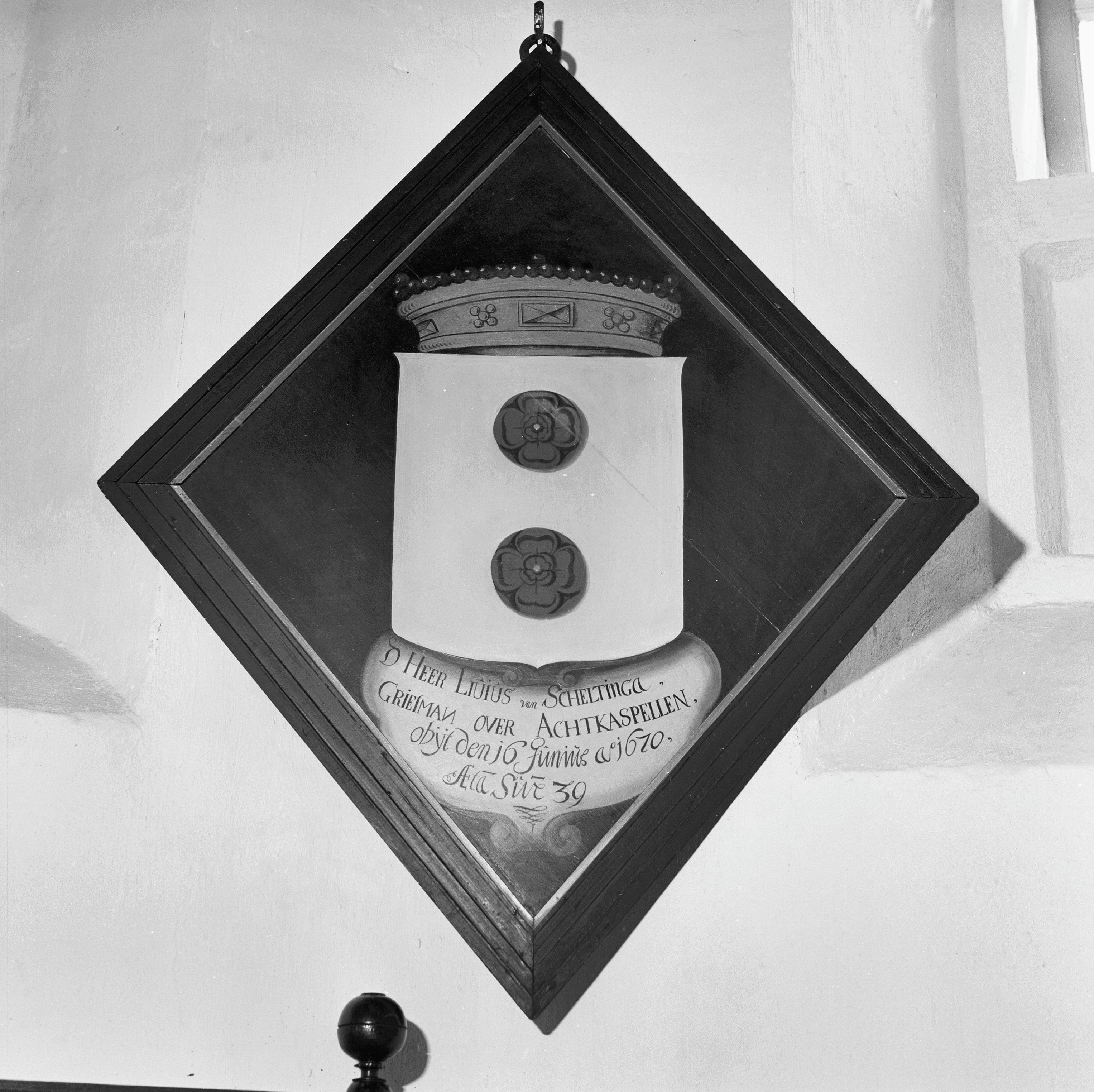
Rouwbord van Livius van Scheltinga uit 1670 in de kerk van Buitenpost.
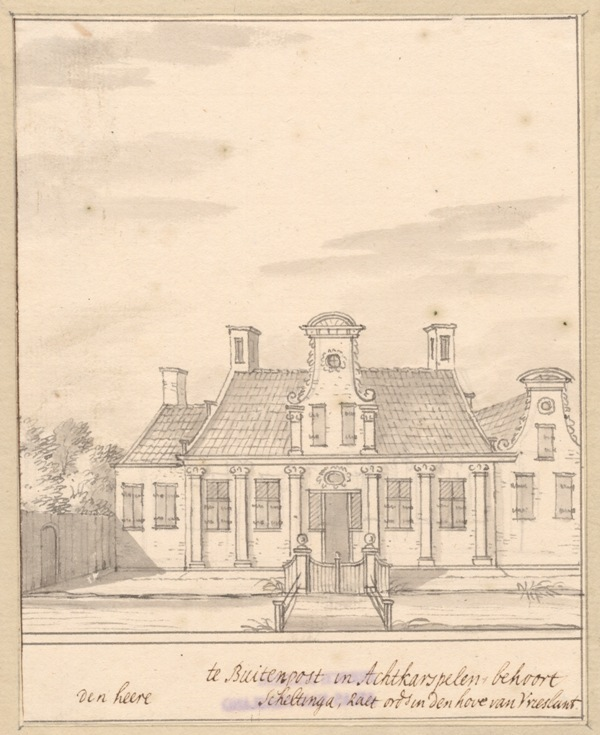
Het huis Scheltinga in Buitenpost dat door de familie bewoond werd.

## Huwelijk en kinderen
Livius trouwde in 1654 te Stiens met Wisck van Kinnema (1633-1668), Cornelius van Kinnema, advocaat en later raadsheer aan het Hof van Friesland, en Romckjen Fockens. Het echtpaar kreeg acht kinderen, onder wie: 
- Livius van Scheltinga (1655-1699), trouwde met Sophia Catharina Broersma, een dochter van Gajus Botnia van Broersma, secretaris van Kollumerland en Nieuwkruisland.
- Martinus van Scheltinga (1656-1726), trouwde met Jetske Wisckia Broersma, een dochter van Gajus Botnia van Broersma, secretaris van Kollumerland en Nieuwkruisland.
- Eritia van Scheltinga, trouwde met Hessel van Sminia, secretaris van de Rekenkamer en raad ter Admiraliteit in het Noorderkwartier.
- Anna van Scheltinga (1665-1726), trouwde met Aulus van Haersma (1670-1717), grietman van Smallingerland.[5]
- Romelia van Scheltinga (1668-1702), trouwde met Eelco van Haersma, grietman van Achtkarspelen.[5]

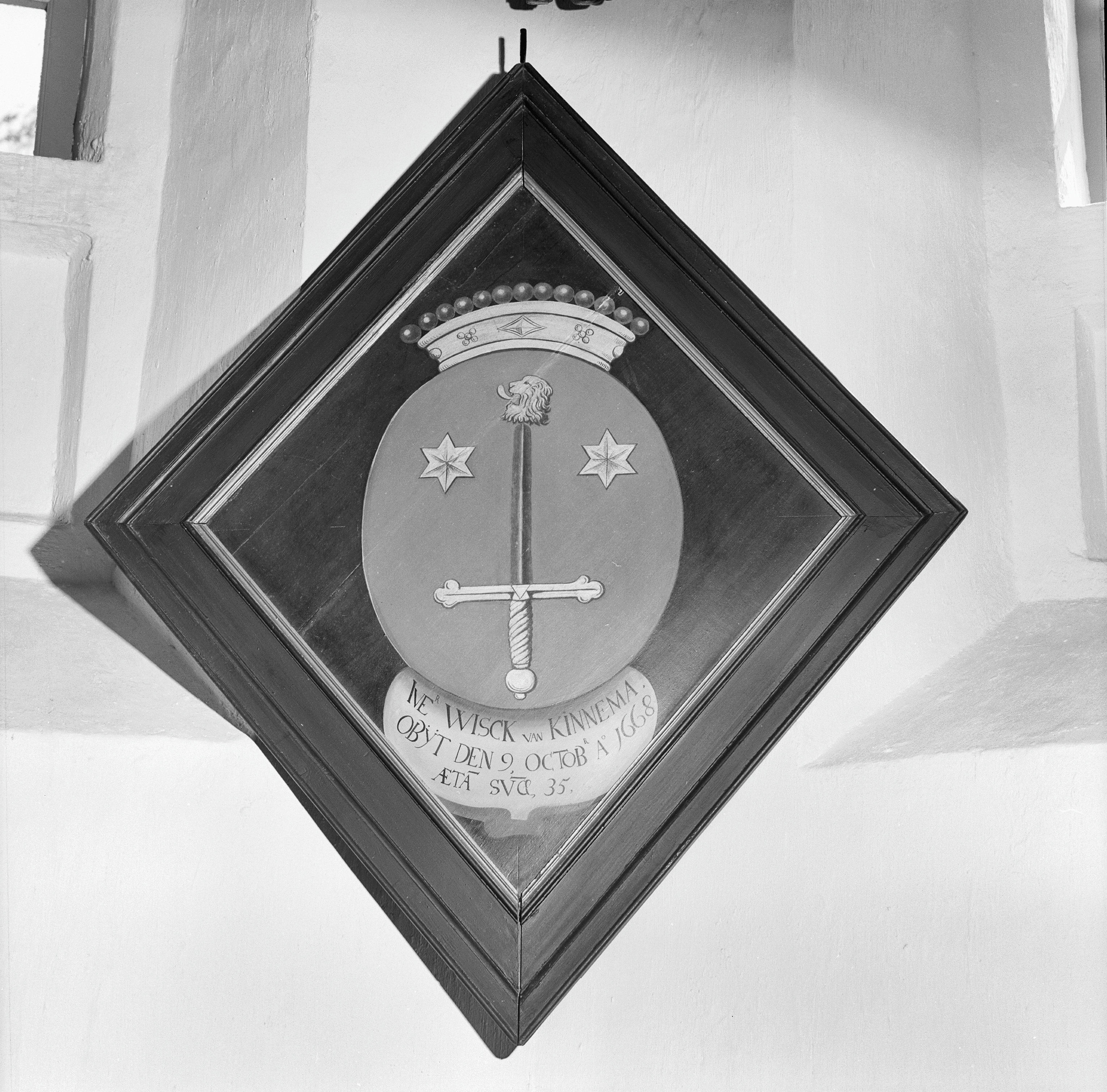
Rouwbord van Wisck van Kinnema uit 1668 in de kerk van Buitenpost.
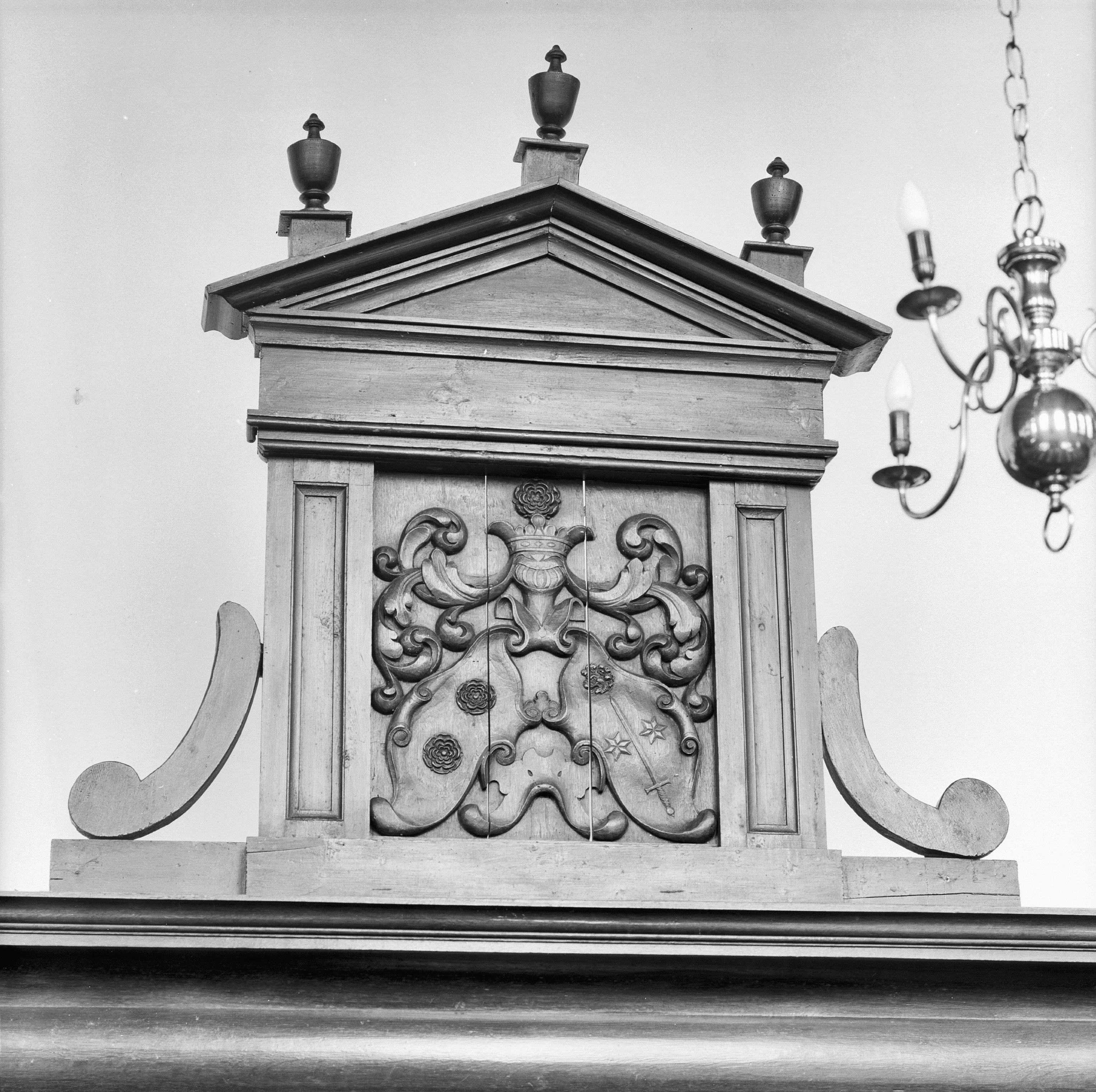
Herenbank met het alliantiewapen Van Scheltinga-Van Kinnema.